# Mark Antony Wilson
Mark Antony Wilson (Scunthorpe, 9 febbraio 1979) è un ex calciatore inglese, di ruolo centrocampista.